# Franciszek Czaki (kartograf)
Franciszek Florian Czaki (Csaky de Kerestszegh) (? - 1772) – pracownik gabinetu Stanisława Augusta Poniatowskiego, kartograf, inżynier, kapitan polskiej artylerii, pochodzenia węgierskiego. 
Jeden z najwybitniejszych kartografów Stanisława Augusta (od 1765 roku). Większość zachowanych map Rzeczypospolitej z tego okresu zawdzięcza swoje istnienie jego badaniom. 
- Opracował mapę dolnego biegu Wisły,
- Projektował budowę kanałów Brda-Noteć (prekursor obecnego Kanału Bydgoskiego) i Pina-Muchawiec.
- Uczestniczył w opracowaniu Atlasu ziem polskich "Carte de Pologne..." (1772 r.) składającego się z 24 kart-map, (skala 1:629 000). Najlepsza praca sprzed 1795 roku – pierwszy atlas ziem polskich. Inicjatorem jego wydania był książę Józef Aleksander Jabłonowski.

Kilka form jego upamiętnienia podjęto w Bydgoszczy, centrum Bydgoskiego Węzła Wodnego, gdzie swoją siedzibę ma także Konsulat Honorowy Węgier. 
Z inicjatywy Marka Pietrzaka, konsula honorowego Węgier w Bydgoszczy, Franciszek Czaski to patron:
- skweru przy śluzie Miejskiej przy ulicy Marcinkowskiego w Bydgoszczy - od 2015 roku[2],
- rzeźby autorstwa Michała Kubiaka pt. Flisak hrabiego Czakiego[3] (węg. Csáky gróf tutajosa), posadowiona przez rząd Węgier, Miasto Bydgoszcz i Urząd Marszałkowski województwa kujawsko-pomorskiego[4] na nadbrzeżu Brdy, Wybrzeżu im. Prezydenta Gabriela Narutowicza przy Moście Staromiejskim im. Jerzego Sulimy-Kamińskiego w Bydgoszczy - od 2017 roku[5],
- drewnianej łodzi turystycznej Flisak Czakiego, pływającej po Kanale Bydgoskim, Brdzie i Wiśle pod bydgoską i węgierską banderą, we flocie Bydgoszczanki - od 2021 roku[6].